# 伍哲英
伍哲英（1884年—1960年），福建长乐人。中国医学家。

## 生平
早年就读于江西九江但福德医院护士学校，赴美国留约翰霍普金斯大学护理专业毕业，后在纽约市雷恩医院进修产科。1919年，回国担任北京协和医院护士长。1920年，赶赴上海，担任中国红十字会总医院总护士长；并组建红十字会高级护士学校，为中国第一所护士学校。1930年，担任上海伯特利医院总护士长兼护校校长；后曾任南洋医院高级护士学校校长。是中华护士学会第一任中国人会长。中华人民共和国成立后，担任上海第二护士学校校长。因其对中国护士贡献卓绝，她也被誉为“护士之母”。